# محمد الحسواني
محمد الحسواني هو شيخ وعالِم فقه سوري وُلد سنة 1959 في مدينة حمص وتوفيّ في حمص أيضًا في 16 كانون الثاني/يناير 2011.

## الحياة المُبكّرة
درسَ محمّد الحسواني الابتدائية في مدرسة عمر بن عبد العزيز، ثمّ الإعدادية في مدرسة عزت الجندي. انتقل إلى الدراسة الشرعية بالمعهد الشرعي العلمي في مسجد خالد بن الوليد وأتمَّ الدراسة المتوسطة فيه حيث تخرج منه بالدرجة الأولى. توجه إلى مصر لاستكمال دراساته العليا والتحق بجامعة الأزهر وتخرَّج منها حاصلًا على الإجازة في الشريعة والقانون.

## المسيرة المهنيّة
عادَ محمّد إلى حمص عام 1985 وعمل في مساجدها إمامًا وخطيبًا حيثُ عمل في مسجد أبي الحسن الشاذلي وجامع التيسير والعديد من مساجد المدينة.

## قائمة أعماله
هذه قائمة بأبرز كتب الشيخ محمد الحسواني المطبوعة:
- بيني وبين ربي
- الإسراء والمعراج
- حقوق الزوجين
- الخطب المنبرية
- هداية الأنام في شرح وصايا سورتي الإسراء والأنعام
- اعرف عدوك
- براعة الإستهلال في ولادة سيدنا محمد ﷺ
- رحلتي مع القرآن
- الاستعاذة في القرآن الكريم
- البسملة في القرآن الكريم
- تفسير سورة العلق
- الحوار الإسلامي-النصراني

## وفاته
اشتدّ عليه المرض مع بداية عام 2011 فأُدخلَ العناية المشددة في مستشفى البر والخدمات الاجتماعية في مدينة حمص ثم أجريت له عملية القلب المفتوح وبقي تحت الأجهزة إلى أن فارقَ الحياة صبيحة يوم الأحد الموافق لـ 16 كانون الثاني/يناير 2011 عن عمر بلغَ 51 سنة. صُلّي عليهِ في مسجد خالد بن الوليد عقب صلاة العصر من نفس يوم وفاته؛ ثم شيع جثمانه إلى مقبرة الكثيب.